# Jay-Roy Grot
Jay-Roy Grot (Arnhem, 13 de marzo de 1998) es un futbolista neerlandés que juega como delantero en el Odense BK de la Superliga de Dinamarca.
Es de ascendencia surinamesa, sin embargo, hasta la fecha ha representado a los Países Bajos en las categorías inferiores.
Sus primos Guilliano y Sherwin Grot son futbolistas profesionales.

## Trayectoria

### NEC
Grot jugó en la cantera del Vitesse 1892 y luego en la del ESA Rijkerswoerd y a los diez años fue fichado por el NEC y se unió a su academia. Después de 7 años en la academia, Grot pasó a formar parte del primer equipo durante el período invernal de la temporada 2014-15. En el verano de 2015, Grot firmó un contrato de 3 años con el club.
Hizo su debut en la Eredivisie con el NEC el 12 de agosto de 2015 en la victoria por 1-0 contra el Excelsior. El 26 de noviembre de 2016, Grot anotó sus primeros goles con el NEC, con un doblete en la victoria por 3-2 en casa contra el FC Twente.
Después de anotar 6 goles para el NEC en 24 apariciones durante la temporada 2016-17, estos no pudieron ayudar al NEC a escapar del descenso de la Eredivisie, incluido el anotado contra el FC Emmen en el primer desempate de descenso antes de perder ante el NAC Breda.
En junio de 2017, Grot fue a Florencia para mantener conversaciones con la Fiorentina de la Serie A, sin embargo, el movimiento fracasó cuando los clubes no pudieron ponerse de acuerdo sobre una tarifa.
El 22 de agosto de 2017, se anunció que Grot iría a Leeds para un examen médico y discutir los términos personales con el Leeds United, después de que se aceptara una oferta.

### Leeds United
El 24 de agosto de 2017, Grot firmó un contrato por cuatro años con el Leeds United del EFL Championship por una tarifa desconocida. Se le asignó la camiseta número 11. El 26 de agosto, Grot hizo su debut con el Leeds en la victoria por 2-0 contra el Nottingham Forest. El 19 de septiembre, Grot hizo su primera aparición para el club en la Copa de la Liga contra el Burnley de la Premier League en la victoria por penales tras un empate 2-2. El 17 de diciembre de 2017, Grot fue abucheado por los fanáticos del Leeds después de entrar como suplente en la victoria por 1-0 contra el Norwich City, con el entonces entrenador Thomas Christiansen defendiendo al jugador que todavía no había marcado para el club.
Anotó su primer gol para el club en la derrota contra el Sheffield Wednesday el 17 de marzo de 2018. El 10 de abril de 2018, Grot obtuvo su primera titularidad en la Championship contra el Preston North End (todas sus apariciones anteriores en la liga fueron como suplente).
Tras el final de la temporada, Grot fue ampliamente elogiado después de realizar una entrevista honesta y abierta con Voetbal International en julio de 2018 hablando de su primera temporada 'difícil' en el fútbol inglés y de vivir fuera de casa.

### VVV-Venlo
El 3 de julio de 2018, Grot se incorporó al VVV-Venlo de la Eredivisie en calidad de cedido hasta el 31 de mayo de 2019 para ganar experiencia en el primer equipo.
Hizo su debut con el Venlo el 11 de agosto de 2018, en la victoria por 1-0 contra el Willem II. Su primer gol para el club llegó el 22 de septiembre de 2018 en la victoria por 3-0 contra el NAC Breda. Siguió esto con un gol contra el ADO Den Haag en la victoria por 2-0 el 21 de octubre de 2018. Sus actuaciones en la primera mitad de la temporada en el VVV-Venlo le ayudaron a ganar una convocatoria para la selección de los Países Bajos sub-21.
En total, hizo 33 apariciones, jugando en la mayoría de los 33 partidos como extremo por la izquierda y anotando 6 goles y 3 asistencias para el VVV-Venlo en la Eredivisie, con Grot elogiado por su desempeño, especialmente después de anotar 3 goles en los últimos 5 encuentros de la temporada.

### Vitesse
El 28 de junio de 2019 se unió al Vitesse cedido hasta el 30 de junio de 2020. Debutó el 3 de agosto de 2019, en el empate 2-2 contra el Ajax, antes de que anotara su primer gol con el club en su segundo partido en la victoria por 0-2 contra el Willem II el 10 de agosto.

## Selección nacional

### Categorías menores
Grot puede jugar para Países Bajos y Surinam. Ha representado a los Países Bajos en las categorías tanto sub-19 como sub-17 a nivel internacional.
Fue incluido en el equipo de los Países Bajos sub-17 para el Campeonato de Europa en 2015 y el equipo de los Países Bajos sub-19 en el Campeonato de Europa durante el verano de 2017, con Grot anotando contra Alemania sub-19 en el partido de grupo el 3 de julio en la victoria por 4-1, ayudando a los Países Bajos sub-19 a llegar a las semifinales del torneo.
Hizo su debut con el equipo de los Países Bajos sub-21 en noviembre de 2018, jugando contra Alemania sub-21.

## Estilo de juego
Grot ha sido descrito como un delantero poderoso, atlético y físico, conocido por su ritmo, potencia y capacidad de regate. Si bien es principalmente un delantero central, también puede jugar como extremo derecho.

## Clubes
| Club                      | País         | Año       |
| ------------------------- | ------------ | --------- |
| NEC Nimega                | Países Bajos | 2015-2017 |
| Leeds United F. C.        | Inglaterra   | 2017-2021 |
| VVV-Venlo (cesión)        | Países Bajos | 2018-2019 |
| S. B. V. Vitesse (cesión) | Países Bajos | 2019-2020 |
| VfL Osnabrück             | Alemania     | 2021      |
| Viborg FF                 | Dinamarca    | 2021-2023 |
| Kashiwa Reysol            | Japón        | 2023-2024 |
| Odense BK                 | Dinamarca    | 2025-     |